# Fort Atkinson (Iowa)
Pour les articles homonymes, voir Fort Atkinson (homonymie).
Fort Atkinson est une ville, du comté de Winneshiek en Iowa, aux États-Unis. Elle est incorporée le 5 juin 1895.

## Source de la traduction
- (en) Cet article est partiellement ou en totalité issu de l’article de Wikipédia en anglais intitulé « Fort Atkinson, Iowa » (voir la liste des auteurs).